# .bj
A .bj Benin internetes legfelső szintű tartomány kódja, melyet 1996-ban hoztak létre. Az Office of Stations and Telecommunications of Benin tartja karban.

## Második szintű tartománykódok
- gouv.bj
- mil.bj
- edu.bj
- gov.bj
- asso.bj